# Фриза
Фриза, Фріза (італ. Frisa) — муніципалітет в Італії, у регіоні Абруццо,  провінція К'єті.
Фриза розташована на відстані близько 165 км на схід від Рима, 85 км на схід від Л'Аквіли, 19 км на південний схід від К'єті.
Населення — 1802 особи (2014).
Щорічний фестиваль відбувається 27 липня.

## Демографія
Населення за роками:

Станом на 1 січня 2023 року в муніципалітеті офіційно проживало 80 іноземців з 18 країн, серед них 31 громадянин країн Євросоюзу та 2 громадяни України.

## Сусідні муніципалітети
- Креккьо
- Ланчано
- Ортона
- Поджофьорито
- Сан-Віто-К'єтіно